# Битва хорів
Битва хорів — телевізійний конкурс аматорських естрадних хорових колективів, вперше проведений у США компанією NBC під назвою Clash of the Choirs (дослівно - сутичка / шум хорів), а згодом запозичений телекомпаніями багатьох інших країн, в тому числі, з 2013 - українською телекомпанією 1+1

## У США
Формат телеконкурсу був розроблений телекомпанією Friday TV на основі ідей шведського співачки Кароліни Уґґлас. В конкурсі брали участь хорові колективи чисельністю 20 осіб, представляючи місто артиста, що брав над колективом шефство. 2007 року призовий  фонд конкурсу склав 250 000 $, гроші однак йшли у благодійні фонди міст, які представляли переможці. Частково призовий фонд окупився завдяки компанії Sony Pictures, що 11 січня 2008 випустила фільм First Sunday про злочинні угрупування, що у своїх махінаціях використовували церковний хор.
За підсумками першого конкурсу, що тривав перемогу здобув колектив з міста Цинцинаті під орудою  Ніка Лечі, колишнього виконавця гурту 98°. Конкурс тривав 4 вечори, а переможець визначався голосуванням публіки. Гроші пішли на потреби місцевого дитячого будинку.  
У 2008 конкурс був анонсований, але не був проведений. У 2009 ініціатором проведення конкурсу виступив переможець першого - Нік Лечі, конкурс вийшов в ефір вже під назвою The Sing-Off і мав призовий фонд 100 000 $. Під цією ж назвою конкурс виходив на NBC у 2010, 2011, 2013 роках. 

## Інші країни
В інших країнах, натхнених прикладом американців, подібні конкурси проводилдися під такими назвами: 
| Країна  | Назва                             | Продюсер                                | Телеканал | Рік проведення  |
| ------- | --------------------------------- | --------------------------------------- | --------- | --------------- |
| [ 3 ]   | Battle of the Choirs              | David Koch                              | Ch7       | May 2008        |
| [ 4 ]   | Körslaget                         | Gry Forssell                            | TV4       | March 29, 2008  |
| [ 5 ]   | Det store korslaget               | Øyvind Mund                             | TV2       | 2009            |
| [ 6 ]   | Kuorosota                         | Kristiina Komulainen                    | Nelonen   | 2009            |
| [ 7 ]   | AllStars                          | Lisbeth Østergaard                      | TV2       | 2008            |
| [ 8 ]   | Bitwa na głosy                    | Hubert Urbański & Piotr Kędzierski      | TVP 2     | 2011            |
| [ 9 ]   | La Batalla de los Coros           | Josep Lobató                            | Cuatro    | 2008            |
| [ 10 ]  | La Bataille des Chorales          | Benjamin Castaldi                       | TF1       | 2009            |
| Естонія | Laululahing                       | Tarmo Leinatamm                         | ETV       | 2008            |
| [ 11 ]  | Koru Kari                         | Lauris Reiniks                          | TV3       | 2008, 2013      |
| [ 12 ]  | Chorų karai                       | Vytautas Šapranauskas & Jurgita Jurkutė | TV3       | 16 січня 2010   |
| [ 13 ]  | Kampf der Chöre                   | Sven Epiney                             | SF 1      | 2010            |
| [ 14 ]  | Korolar Çarpışıyor                | Behzat Uighur                           | Show TV   | 2009            |
| [ 15 ]  | 夢想合唱團 Mengxiang hechang tuan | Sa Beining                              | CCTV-1    | 2011            |
| В'єтнам | Hợp ca tranh tài                  | Nguyên Khang                            | VTV3      | 24 лютого 2012  |
| Росія   | Битва хоров                       | Валерій Меладзе                         | Россия 1  | 16 вересня 2012 |

## В Україні
В Україні американський досвід зацікавив телеканал 1+1, що анонсував проведення конкурсу під назвою "Битва хорів" і представив як "новий грандіозний вокальний проект, який вражає своєю масштабністю та грандіозністю". Кастинги до проекту проводяться у різних містах України з кінця червня.
Для участі у всеукраїнському кастингу “Битви хорів” потрібно було підготувати дві різнопланові композиції: рідною мовою (українська/російська); іноземною мовою;
Треба обрати свої улюблені пісні, які вразять журі з першого куплету і взяти до уваги, що виконувати їх доведеться акапельно.
Вже пройшли кастинги: Одеса - 22 червня; Севастополь - 24 червня;  Дніпропетровськ - 26 червня; Донецьк - 29 червня; Харків -1 липня; Київ - 3 липня; Вінниця - 7 липня; Львів - 9 липня.
Ведучий шоу - Юрій Горбунов.
Продюсерська група 1+1 викладає фотографії з кастингу та викладатиме з ефірів в офіційному інстаграмі 1+1 [Архівовано 6 лютого 2014 у Wayback Machine.]
Судді: Ніна Матвієнко, італійський оперний співак Алессандро Сафіна, Олег Скрипка, Наталія Гордієнко та Михайло Турецький (Хор Турецького).
5 січня 2014 року відбувся фінал. Перемогу у вокальному проекті «Битва хорів» на 1+1 здобув хор зі Львова під керівництвом співачки Руслани. Хор-переможець виборов головний приз проекту — 500 000 гривень на розвиток колективу. За нього проголосували 78% глядачів. Друге місце зайняв хор Донецька під керівництвом Злати Огневич. Третє місце посів хор Севастополя, наставником якого є Ірина Білик.